# Małgorzata Ruchniewicz
Małgorzata Ruchniewicz (* 1970, Bystrzyca Kłodzka) je polská historička.

## Životopis
Působí jako vědecký asistent na historickém institutu Vratislavské univerzity, kde v roce 1998 promovala. Spolu s Arnem Herzigem napsala Geschichte des Glatzer Landes.

## Publikace
- Geschichte verstehen - Zukunft gestalten : Die deutsch-polnischen Beziehungen in den Jahren 1933-1949. Neisse Verlag, Drážďany 2008, ISBN 3-934038-99-9
- Geschichte des Glatzer Landes. spoluautor Arno Herzig, Dobu Verlag, Hamburg 2006, ISBN 3-934632-12-2
- Dzieje Ziemi Klodzkiej. spoluautor Arno Herzig, Oficyna Wydawnicza Atut, Wroclaw 2006, ISBN 83-7432-133-4
- Zwangsumsiedlungen von Polen aus den von der Weißrussischen Sowjetrepublik annektierten Territorien (1939-1959) v Stefan Troebst/Hans-Jürgen Bömelburg: Nordost-Archiv svazek XIV: 2005, Zwangsmigrationen in Nordosteuropa im 20. Jahrhundert, S. 164